# Tmarus macilentus
Tmarus macilentus là một loài nhện trong họ Thomisidae.
Loài này thuộc chi Tmarus. Tmarus macilentus được Ludwig Carl Christian Koch miêu tả năm 1876.